# Paginula
Paginula — вимерлий рід олдфілдтомасіїдних нотунґулят. Він жив в еоцені на території сучасної Аргентини.